# スマッシュT.V.
『スマッシュT.V.』 (Smash T.V.) は、1990年にアメリカ合衆国のウィリアムスから稼働されたアーケード用アクションシューティングゲーム。
近未来のTV局が放送する人気番組「スマッシュT.V.」で行われる殺人ゲームという設定で、ビッグ・マネー、ビッグ・プライズの合言葉で一般公募の参加者を募っている。プレイヤーはそれに参加する命知らずの賞金稼ぎである。
日本国内ではアーケード版は稼働されていないが、データイーストからアーケード版が販売予定であった事がゲーム誌『ゲーメスト』に記載された事がある。
1991年に北米および欧州にて各種ホビーパソコン、NES、スーパーファミコン、メガドライブ、ゲームギア、セガ・マスターシステムに移植され、日本国内ではスーパーファミコン版とゲームギア版のみ発売された。
アーケード版は後に北米と欧州にて、PlayStation用ソフト『Arcade Party Pak』（1999年）、PlayStation 2ならびにXbox、ニンテンドー ゲームキューブ、Windows用ソフト『Midway Arcade Treasures』（2003年）、PlayStation 3ならびにXbox 360用ソフト『Midway Arcade Origins』（2012年）に収録された他、単独で2005年にXbox 360用ソフトとしてXbox Live Arcadeにて配信された。
スーパーファミコン版はゲーム誌『ファミコン通信』の「クロスレビュー」にてシルバー殿堂入りを獲得した。
後に続編として『トータルカルネージ』 （1992年）が稼働されている。

## ゲーム内容

### システム
2本の8方向レバー（移動と攻撃）で操作する。
移動方向と関係無く好きな方向に攻撃ができる仕組みを初め、主な内容は同社の『ロボトロン2084』（1982年）の焼き直しで事実上の続編と言える。
『ロボトロン2084』は初期配置された敵を減らしていくものだったが、本作では初期配置の他にもステージ外周のゲートから敵が物凄い勢いでなだれ込んでくる事による持久戦となっている。
敵一体々々は知能を感じさせない安易な動きなので容易に倒せるが、その数が尋常では無く、時に数十分間戦い続けなければならない。いかに誘導し効率良く蹴散らしていくかを競うゲームである。
二人同時プレイが可能でお互いに助け合いながらゲームを進めることができる。
一定時間ごとにステージ上には様々な装備が出現し、敵の群れをなぎ倒して獲得することで有利に戦いを進めることができる。一定時間無敵や足の速さが向上するものもある。
ステージは固定画面の部屋のつながりで構成され、部屋に出現する敵を全滅させることで隣接する部屋に進むことができるようになる。ボスのいる部屋にたどり着きボスを倒す事で1ステージ終了し次のステージに進む。特定の条件を満たすことで入場できる隠し部屋等の要素もありミステリアスな一面もある。

### 演出
終始TV番組であることに基づいた演出が行なわれる。
ゲーム開始直後、主人公は公開スタジオから駆け足で隣のスタジオに移動しゲーム本編が始まる。
- 番組司会者が番組を盛り上げる台詞を繰り出しプレイヤーを煽る。
- BGMは血生臭さを感じさせない軽快なものばかりで、事あるごとに観客は歓声をあげ、プレイヤーの死亡時には落胆するような反応を見せる。
- ステージクリア時には習得したボーナスアイテム（景品）の総額が清算され、出演者が笑顔にガッツポーズで喜ぶ。

## 移植版
| No. | タイトル                                         | 発売日                                                    | 対応機種                                            | 開発元             | 発売元                         | メディア                        | 型式                           | 備考                                  |
| --- | ------------------------------------------------ | --------------------------------------------------------- | --------------------------------------------------- | ------------------ | ------------------------------ | ------------------------------- | ------------------------------ | ------------------------------------- |
| 1   | Smash T.V.                                       | 1991年                                                    | Amiga Amstrad CPC Atari ST コモドール64 ZX Spectrum | Probe Software     | アクレイム Ocean Software      | フロッピーディスク              | -                              | 北米ではAmiga、コモドール64版のみ発売 |
| 2   | Smash T.V.                                       | 1991年9月 1991年                                          | NES                                                 | Beam Software      | アクレイム                     | ロムカセット                    | NES-5V-USA                     |                                       |
| 3   | Super Smash T.V. スマッシュT.V. Super Smash T.V. | 1992年2月 1992年3月27日 1993年2月18日                     | スーパーファミコン                                  | Beam Software      | アクレイム アスキー アクレイム | 4メガビットロムカセット         | SNS-TV-USA SHVC-TV SNSP-TV-EUR |                                       |
| 4   | Super Smash T.V.                                 | 1992年8月 1992年11月                                      | メガドライブ                                        | Probe Software     | Flying Edge                    | ロムカセット                    | T-81066 T-81066-50             |                                       |
| 5   | Super Smash T.V. スマッシュT.V. Super Smash T.V. | 1992年9月 1992年11月 1994年7月29日                        | ゲームギア                                          | Probe Software     | アクレイム Flying Edge         | ロムカセット                    | T-81058 T-81057 T-81058-50     |                                       |
| 6   | Smash T.V.                                       | 1992年10月                                                | セガ・マスターシステム                              | Probe Software     | Flying Edge                    | ロムカセット                    | MK-27044-50                    |                                       |
| 7   | Arcade Party Pak                                 | 1999年9月30日 2001年2月23日                               | PlayStation                                         | Digital Eclipse    | ミッドウェイ                   | CD-ROM                          | SLUS-00952 SLES-02339          | アーケード版の移植                    |
| 8   | Midway Arcade Treasures                          | 2003年11月17日 2004年2月6日                               | PlayStation 2                                       | Digital Eclipse    | ミッドウェイ                   | CD-ROM                          | SLUS-20801 SLES-51927          | アーケード版の移植                    |
| 9   | Midway Arcade Treasures                          | 2003年11月24日 2004年2月6日                               | Xbox                                                | Digital Eclipse    | ミッドウェイ                   | CD-ROM                          | -                              | アーケード版の移植                    |
| 10  | Midway Arcade Treasures                          | 2003年12月17日                                            | ゲームキューブ                                      | Digital Eclipse    | ミッドウェイ                   | 8cm光ディスク                   | DOL-GAKE-USA                   | アーケード版の移植                    |
| 11  | Midway Arcade Treasures                          | 2004年9月9日 2004年11月23日                               | Windows                                             | Digital Eclipse    | Encore ZOO Digital Publishing  | CD-ROM                          | -                              | アーケード版の移植                    |
| 12  | Smash T.V.                                       | 2005年11月24日 2005年12月2日 2005年12月19日 2006年3月23日 | Xbox 360                                            | Backbone Vancouver | ミッドウェイ                   | ダウンロード (Xbox Live Arcade) | -                              | アーケード版の移植                    |
| 13  | Midway Arcade Origins                            | 2012年11月6日 PAL 2012年11月6日                           | PlayStation 3 Xbox 360                              | Backbone           | ワーナー                       | DVD-ROM                         | PS3: BLUS-31083 BLES-01768     | アーケード版の移植                    |

スーパーファミコン版
十字パッドで8方向移動、右手のABXYの4ボタンの組み合わせで8方向攻撃が可能。優れた成績で全面クリアすると2周目のターボモード（ゲーム全体の速度が上がる）が遊べる。
Xbox 360版/PlayStation 3版
『Midway Arcade Origins』に『ロボトロン2084』や『トータルカーネイジ』などとともに収録（海外のみ販売）。以前はXbox Live Arcadeでも単品で販売されていたが、ミッドウェイゲームズの倒産に伴い2010年2月を以って販売を終了した。

## スタッフ
アーケード版
- デザイン・チーム：マーク・ターメル、ジョン・トビアス（英語版）、ティム・コマン、ユージン・P・ジャーヴィス、ジョナサン・ヘイ、トッド・アレン、ジョージ・ペトロ、ラリー・ディマー（英語版）、ジャック・ハーガー、キャリー・メドニック、グレン・シップ、アル・ラスコ、シェリダン・オースラー、レイ・ゲイ、マーク・ロッフレード、レイ・チャイカ、グレッグ・フレール、ジム・ニコルズ、ティム・エリオット、ロブ・アシュワース
- 音楽、効果音：ジョン・ヘイ
- MC音声：ポール・ヘイシュ

スーパーファミコン版
- プログラマー：ジャミー・リベット、グレイム・スコット
- アーティスト：マーティン・トンプソン
- ビーム・スタッフ：ジャミー・リベット、マーティン・トンプソン、グレイム・スコット、マーシャル・パーカー、アダム・ランクマン、アンドリュー・ベイリー、アン・デイヴィー

## 評価
スーパーファミコン版
ゲーム誌『ファミコン通信』の「クロスレビュー」では、7・9・8・7の合計31点（満40点）でシルバー殿堂入りを獲得した、『ファミリーコンピュータMagazine』の読者投票による「ゲーム通信簿」での評価は以下の通りとなっており、20.76点（満30点）となっている。この得点はスーパーファミコン全ソフトの中で147位（323本中、1993年時点）となっている。また、『SUPER FAMICOM Magazine』1993年8月情報号特別付録の「スーパーファミコンオールカタログ'93」では、「弾を撃つ方向を決めるシステムが個性的」と、ゲームシステムの独創的な部分に関して肯定的なコメントで紹介されている。
| 項目 | キャラクタ | 音楽 | 操作性 | 熱中度 | お買得度 | オリジナリティ | 総合  |
| 得点 | 3.24       | 3.76 | 3.48   | 3.71   | 3.14     | 3.43           | 20.76 |

ゲームギア版
ゲーム誌『ファミコン通信』の「クロスレビュー」では、5・4・4・4の合計17点（満40点）となっている。